# Trdota po Brinellu
Trdota po Brinellu je ena od metod za merjenje trdote trdih snovi. Uporablja se predvsem v strojništvu. 
Oznaka je HB, vrednost pa brezrazsežno število. Preskus je leta 1900 predlagal švedski inženir Johan August Brinell (1849–1925).
Metoda zahteva, da se v površino preizkušanega materiala z določeno silo vtisne kroglica iz kaljenega jekla. Sila se zvezno povečuje (brez udarca) do končne vrednosti. Praviloma ostane kroglica tako obremenjena 30 sekund. Za zelo trde materiale zadošča 10 sekund, pri zelo mehkih materialih (svinec, cink, ...) pa mora trajati obremenitev do 3 minute.
Trdota se izračuna iz sile in površine odtiska po enačbi:
{\displaystyle \mathrm {HB} =0,102{F \over A}\;,}
kjer je:
F ... sila v N,
A ... površina odtiska kroglice v mm2.
Nad HB = 3000 N/mm2 je treba (priporočljivo) uporabiti Vickersovo metodo.
Pri jeklu lahko iz znane trdote po Brinellu približno določimo njegovo trdnost.